# Percy M. Young
Percy Marshall Young (Northwich, 17 maggio 1912 – York, 9 maggio 2004) è stato un musicologo, giornalista, organista, compositore, direttore d'orchestra e insegnante britannico.

## Biografia
Young nacque a Northwich, nel Cheshire. Suo padre era stato per due volte sindaco di Northwich. Fu educato presso la Grammar School locale di Sir John Deane, grazie alla quale vinse una borsa di studio al Christ's Hospital, Horsham e successivamente, nel 1930, una borsa di studio per organo al Selwyn College di Cambridge, dove studiò inglese, musica e storia (studiando composizione sotto Cyril Rootham).
Dopo la laurea conseguì un dottorato (Mus.D.) presso il Trinity College di Dublino. Dal 1934 al 1937 fu direttore musicale allo Stranmillis Teacher Training College di Belfast. Dal 1937 al 1944 fu consigliere musicale presso la Local Education Authority di Stoke-on-Trent. Successivamente divenne direttore musicale al Wolverhampton College of Technology, una posizione che avrebbe occupato dal 1944 al 1966. Dal 1998 fino alla sua morte nel 2004, fu membro onorario del Selwyn College di Cambridge.
Young ha pubblicato più di 50 libri. Tra questi ci sono biografie di musicisti come Georg Friedrich Händel (1947), Ralph Vaughan Williams (1953), Sir Edward Elgar (1955), Robert Schumann (1957), Zoltán Kodály (1964), Sir Arthur Sullivan (1971) e Sir George Grove (1980). Per gli studenti più giovani scrisse anche una serie su compositori come Handel, Wolfgang Amadeus Mozart, Ludwig van Beethoven e Benjamin Britten.
Young ha pubblicato una suite tratta da un'opera incompiuta di Elgar, The Spanish Lady. Un capitolo del suo libro Elgar, O. M. comprende lettere e una sinossi di questo lavoro, con una descrizione dei personaggi e degli schizzi musicali. Le sue composizioni comprendono: Virgin's Slumber Song (1932), From a Child's Garden (Robert Louis Stevenson; 1941), Passacaglia per violino e pianoforte (1931), Concerto Fugale in sol minore per 2 pianoforti e archi (1951) e Elegia per orchestra d'archi (1960).
Young era anche un appassionato tifoso e storico del calcio, e scrisse diverse storie di club di lega, tra cui Wolverhampton Wanderers (Centenary Wolves 1877-1977) e Manchester United (Heinemann 1960). Fu anche per un breve periodo consigliere del Partito Laburista a Wolverhampton, ottenendo il rione di Wednesfield Heath dai conservatori in una elezione ordinaria nell'aprile 1974 e rappresentandolo fino alla sconfitta nel maggio 1976. Dopo la morte della sua prima moglie, Netta, Young sposò Renee Morris, che gli sopravvisse con tre figli e una figlia del suo primo matrimonio.